# ماتیو اسکالت
ماتیو اسکالت (انگلیسی: Mathieu Scalet؛ زادهٔ ۱ آوریل ۱۹۹۷) بازیکن فوتبال است.
از باشگاه‌هایی که در آن بازی کرده‌است می‌توان به باشگاه فوتبال شلاسک وروتسواف اشاره کرد.